# 格林斯比大教堂

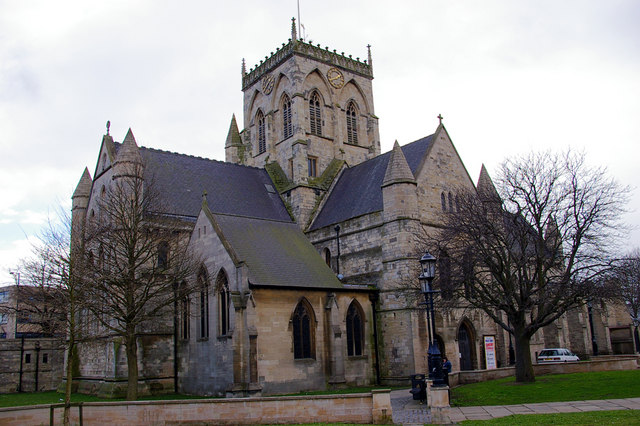

格林斯比大教堂（英語：Grimsby Minster）是位於英國英格蘭東北林肯郡城鎮格林斯比的一座教堂。這座教堂奉獻給聖雅各，是英國國教會林肯教區的教區教堂。教堂設有一座合唱團學校。

## 外部連結
- Historic England. . National Heritage List for England.
- Photographs of Grimsby Parish Church （页面存档备份，存于）
- Grimsby Parish Church group on Flickr （页面存档备份，存于）